# Восходське
Восхо́дське (каз. Восход) — село у складі Акжарського району Північноказахстанської області Казахстану. Адміністративний центр Восходського сільського округу.
Населення — 324 особи (2021; 406 у 2009, 849 у 1999, 1256 у 1989).
Національний склад станом на 1989 рік:
- росіяни — 41 %
- німці — 29 %.